# Справа Бломберга — Фріча
Справа Фріча — Бломберга (нім. Fritsch-Blomberg-Affäre) — політична криза, що виникла у вищих колах Третього Рейху, яка привела до зміни форми командування збройними силами держави та значного посилення партійного впливу, (вираженого у втручанні керівництва партії і органів державної безпеки, які відігравали роль своєрідного бойового загону Націонал-соціалістичної робітничої партії Німеччини (НСДАП)), як на зовнішню, так і внутрішню політику держави.
У результаті завершення цієї кризи Гітлер, який став верховним головнокомандувачем, отримав повну свободу дій в реалізації своїх планів, націлених на експансію.
Головними фігурантами скандалу (1938) стали:
Вернер фон Бльомберг (нім. Werner von Blomberg) — військовий міністр (нім. Reichswehrminister 1933—1938, з 1935 нім. Reichskriegsminister), з 1936 року до звільнення після скандалу — генерал-фельдмаршал (нім. Generalfeldmarschall) Вермахту.
Вернер фон Фріч (Werner von Fritsch) — головнокомандувач сухопутними військами (нім. Oberkommandiere des Heeres)

## Передумови
Обидва фігуранти належали до верхівки німецької військової аристократії й відігравали важливу роль в створенні вермахту. Гітлер, який постійно підкреслював свою належність до воєнного стану, дуже цінував свої не тільки офіційні, а й особисті контакти з ними, оскільки йому добре було відомо стійке неприязне ставлення німецького офіцерства до партійних бонз та їх ідеології. Німецька армія воліла залишатися поза політикою. Тим не менш, офіцерство було його опорою ще під час боротьби за владу зі штурмовиками Ернста Рема, який, на противагу вермахту, намагався організувати «народну армію», що обіцяло створити порушення рівноваги фактичних владних угруповань. У цьому ж напрямі діяло постійно доведжуване до думки громадськості нагадування про те, що він — простий солдат (точніше — єфрейтор). Це дозволяло йому підтримувати ореол творця демократичної німецької держави, в якому він встановив класовий мир.
Але як Бломберг, так і Фріч були єдині у своєму переконанні, що створюваний ними вермахт повинен був виконувати виключно оборонну роль і в жодному разі не бути знаряддям агресії. Це в корені суперечило принциповим настановам Гітлера, тому конфлікт був неминучий.
В особистому плані Бломберг обожнював Гітлера й вважав його національним генієм, що викликало насмішки та в'їдливі зауваження його підлеглих, і тому його авторитет в армійської верхівки був дуже умовним. Після 1934 року армія погодилася стати одним зі стовпів держави, іншим стала партія (нім. Zweisäulentheorie).
Фріч, зі свого боку, дотримувався думки, що армія являє собою необхідну для стабільності держави противагу партії, «яка стоїть не навпроти, але поруч з нею». Після введення в країні загального військового обов'язку він приділяв багато уваги вихованню молодого поповнення армії в дусі християнства. До того ж він був прихильником монархії. Це не могло подобатися партійним фанатикам, у тому числі керівникам цілком підпорядкованих їм власних воєнізованих утворень в особі СС та поліції, для яких обидва армійські керівники були «реакціонерами», які стоять на шляху соціалістичних перетворень німецького суспільства.

## Суть кризи
Бломберг, який овдовів у 1932 році та досяг віку у 61 рік, вирішив вдруге одружитися з нікому не відомою стенографісткою з управління постачання (нім. Reichsnährstand) Єрною Грюн (нім. Erna Gruhn), з якою потай мав інтимні відносини протягом двох років. Гітлер і його заступник Герінг підтримували цей намір, оскільки шлюб представника верхівки німецького суспільства та простолюдинки зайвий раз підкреслював би справжню демократичну сутність держави. Вони обидва погодилися виступити в ролі свідків на весіллі, закріпленого церемонією у великому залі військового міністерства 12 січня 1938 року. На церемонії були присутні лише чотири людини. Молоді вирушили у весільну подорож, яку було перервано раптовою смертю матері Бломберга.
Після того як фрау Бломберг зняла траур і зареєструвалася, службовцям поліцейського відомства здалося, що її обличчя повністю ідентичне обличчю на фотографії, яка зберігалася в картотеці поліції моралі. На цій підставі граф фон Хелдорф, групенфюрер СС і начальник поліції Берліна, вважав за доцільне поцікавитися у Вільгельма Кейтеля, чи знає він дівчину, на що той відповів категоричною відмовою. Кейтель порадив Хелдорфу звернутися з тим же питанням до Герінга, як свідка на весіллі. Той відразу збагнув, що найближчим часом для нього може звільнитися посада військового міністра.
Після повернення Бломберга Гітлер і Герінг 24 січня 1938 року зажадали від нього негайного розірвання шлюбу, який порушує норми нацистської моралі. Але Бломберг рішуче відмовився. Особисто ображений Гітлер був у нестямі від гніву, оскільки таку поведінку вважав неприпустимою для німецького генерал-фельдмаршала. Кар'єра Бломберга закінчилася.
У цей же день Гітлеру був переданий матеріал, який був підтверджений прихованим поліцейським наглядом, що Фріч схильний до гомосексуальності. У відповідь на висунуті звинувачення останній заявив, що це — «нахабна брехня». Проте Гітлер, переконаний у тому, що всі гомосексуали — брехуни, цьому не повірив. У верхніх сферах держави виникла криза.
27 січня, на прийомі у Гітлера Бломберг, уже в штатському, переконував Гітлера в тому, що вермахт ніколи не погодиться з тим, щоб Герінг став військовим міністром. У зв'язку з цим він запропонував розпустити військове міністерство, а замість нього створити три: для сухопутних військ, військово-морського флоту та військово-повітряних сил. Для Гітлера це був вихід з тупикової кризової ситуації, до того ж це було приводом стати верховним головнокомандувачем. Прийняте ним рішення було офіційно опубліковано 4 лютого 1938 року.
Начальником штабу при Гітлері був призначений Кейтель, а командування сухопутними військами було доручено прусському гвардійському генералу Браухічу (нім. Brauchitch) Однак останньому вже не вдавалося, як Фрічу, рішуче дистанціюватися від впливу партійних функціонерів.
Бломберг залишився в тіні. На Нюрнберзькому процесі виступив у ролі свідка й того ж року помер від раку.
Фріч намагався зняти з себе звинувачення і відновити свою репутацію, вимагаючи розгляду справи військовим судом. (нім. Reichskriegsgericht). Гітлер же наполягав на показовому процесі (нім. «Sondergericht»). Проте міністр військової та державної юстиції (нім. Der Militärjustiz-und der Reichsjustiminister) Гюртнер (Gürtner) відхилив прохання Гітлера, й останньому довелося відмовитися від своїх намірів. На суді захисник Фріча граф фон дер Гольц (нім. Graf von der Goltz), рішуче підтримуваний керівниками абверу (нім. Abwer) адміралом Вільгельмом Канарісом і полковником Х. Остером, добився припинення процесу. Цього не хотіли ні Гітлер, ні Фріч, який домагався повної реабілітації, але зрозумів, що опір даремний. Разом з артилерійським підрозділом, в якому він починав свою службу, Фріч у ролі «спостерігача» брав участь у Польській кампанії, проте 22 вересня 1939 року був убитий у передмісті Варшави.
Одночасно з кризою виникла обґрунтована думка, що вся криза була організована верхівкою органів державної безпеки: рейхсфюрером СС Генріхом Гіммлером, шефом поліції (нім. Reichsführer SS und Chef der Reichspoliuzei Himmler) та шефом держбезпеки Райнгардом Гейдріхом (нім. Chef des Sicherheitsdienst (SD) der SS Reinhard Heyderich), які були зацікавлені в посиленні ролі очолюваної ними організації.